# Нютоново махало
Нютоновото махало е устройство, което демонстрира запазване на импулса и енергията, използвайки поредица от люшкащи се метални топчета. Когато едно топче в края е вдигнато и освободено, то удря стационарните топчета, като предава сила през неподвижните топчета, които изтласкват последното топче нагоре. Последното топче се връща назад и удря все още почти неподвижните топчета, повтаряйки ефекта в обратна посока. Устройството е кръстено на английския учен от XVII век сър Исак Нютон.
Типичното Нютоново махало се състои от поредица от метални топки с еднакъв размер, окачени в метална рамка, така че просто да се допират един до друг в покой. Всяка топка е прикрепена към рамката чрез две жици с еднаква дължина под ъгъл един от друг. Това ограничава движенията на махалата към една и съща равнина.